# (38842) 2000 SW44
2000 SW44 (asteroide 38842) é um asteroide da cintura principal. Possui uma excentricidade de 0.18309280 e uma inclinação de 3.25532º.
Este asteroide foi descoberto no dia 26 de setembro de 2000 por Nachi-Katsuura em Nachi-Katsuura.